# Jean V de Naples
Jean V de Naples  fut duc de Naples vers fin 1033 début 1034 à 1050/ avant avril 1053.

## Biographie
Jean V de Naples est le fils et successeur de Serge IV.  En 1034 Pandolf IV de Capoue 
est à l'origine d'une révolte de Sorrente qu'il annexe à sa principauté de Capoue.  La même année  après la mort de la sœur de  Serge IV son époux, Rainulf Drengot, se remarie avec une fille du patrice d'Amalfi, nièce de Pandolf IV à qui il fait allégeance.
Le duc Serge spirituellement brisé par ces événement décide de se retirer du monde  in insula maris, dans le monastère de Saint-Salvator c'est-à-dire dans le site où se dresse désormais le château de l'Ovo. Il a comme successeur son fils Jean V, qui conclut immédiatement une alliance avec Guaimar IV de Salerne, un autre des ennemis de Pandolf. Jean V est envoyé par  Guaimar à Constantinople afin de réclamer l'aide de l'empire byzantin. Pendant son absence Serge IV abandonne sa retraite et reprend brièvement la tête de la principauté agissant comme régent pour le compte de son fils. Finalement l'empereur ne donne pas de suite à la demande de son vassal et Serge retourne dans son monastère en juin 1036.
Jean V doit alors rendre l'hommage à Guaimar IV et poursuit paisiblement son règne. En 1038 il fonde une nouvelle église à Naples dédiée à saint Siméon, dont la localisation n'est pas clairement établie.

## Source
- (en) Cet article est partiellement ou en totalité issu de l’article de Wikipédia en anglais intitulé « John V of Naples » (voir la liste des auteurs).